# 渡部恭久
渡部 恭久（わたなべ やすひさ、1968年12月30日 - ）は、ゲームミュージックの作曲家。別名「Yack.」。血液型はAB型。
ゲームクリエイターを志しタイトーへ入社。作曲に関しては素人であったが、興味を持ったために音楽セクションへ。ZUNTATAの主要メンバーの一人として活躍した。タイトーを退社後はアリカ、スーパースィープを経て、現在はフリーランスの作曲家として活躍している。

## 代表作

### タイトー時代

#### 作曲・編曲
- サイバリオン
- バイオレンスファイト
- メイズ・オブ・フロット
  - ゲームの開発はビスコ。他2名と共作
- クライムシティ
- マジェスティックトゥエルブ
  - 海野和子、古川典裕らと共作
- 苦胃頭捕物帳
- ルナーク
- メタルブラック
  - ゲーム・デザイン兼任
- スーパーチェイス
- エレベーターアクションリターンズ
- カイザーナックル
- ファイターズインパクト
  - ゲームの開発はポリゴンマジック。
- プチカラット
  - ゲーム・デザイン兼任
- アルカノイドリターンズ
- ランドメーカー

#### 作曲以外
- ニンジャウォーリアーズ
- ラスタンサーガ2
- ダライアスII
  - 上記作品は作・編曲を小倉久佳が担当、渡部はサウンドエディターを担当
- ギャラクティックストーム
  - 作・編曲は小倉が担当、渡部はサウンドサポートスタッフとして担当
- ウォリアーブレード
  - 作・編曲は高木正彦が担当、渡部はSE、データプログラムを担当

### アリカ以降
- ストリートファイターEXシリーズ
- カスタムロボシリーズ
- テクニクビートシリーズ
- ボーダーダウン
- 魔女っこ de' GO♪GO♪
- 旋光の輪舞
- 旋光の輪舞 DUO
- 超ドラゴンボールZ
- レイナナ
- 水平線まで何マイル?-Deep Blue Sky & Pure White Wings-
- バブルボブルNeo!
- バブルボブルWii
- キラキラスターナイトDX
- 8BIT MUSIC POWER FINAL